# 26 януари
26 януари е 26-ият ден в годината според григорианския календар. Остават 339 дни до края на годината (340 през високосна година).

## Събития
- 1340 г. – Кралят на Англия Едуард III е обявен за крал на Франция.
- 1500 г. – Испанският мореплавател и конкистадор Висенте Пинзон става първият европеец стъпил на брега на днешна Бразилия.
- 1531 г. – Лисабон е засегнат от мощно земетресение с хиляди жертви.
- 1736 г. – Кралят на Полша Станислав Лешчински е принуден да абдикира от престола.
- 1788 г. – По време на първото заселване на Австралия като английски каторжен лагер е основан Сидни; денят е обявен за Ден на Австралия и се чества като национален празник.
- 1808 г. – В Австралия избухва единственият успешен въоръжен бунт – Ромов бунт.
- 1837 г. – Мичиган е обявен за щат на САЩ.
- 1905 г. – В ЮАР, край Претория, е намерен най-големият диамант в света – наречен Кулинан, тежък 3106 карата (621 г.).
- 1911 г. – Американският авиатор Глен Къртис създава първия американски хидроплан.
- 1942 г. – Втората световна война: Първите американски войски за участие във войната акостират в Северна Ирландия.
- 1947 г. – Самолет на KLM „Дъглас DC-3“ се разбива скоро след излитане от Копенхаген и убива всички 22 души на борда, включително принц Густав Адолф, вторият по ред за наследяване на шведския трон, и американската оперна певица Грейс Мур.
- 1950 г. – Влиза в сила новата Конституция на Индия, държавата е обявена за република, а денят за национален празник.
- 1956 г. – В Кортина д'Ампецо (Италия) са открити Седмите Зимни олимпийски игри.
- 1965 г. – Хинди е обявен за официален език в Индия.
- 1974 г. – Самолетът при полет 301 на „Търкиш Еърлайнс“ катастрофира по време на излитане от летището в Измир и убива 67 от общо 73 пътници и екипаж на борда на машината.
- 1980 г. – Между Египет и Израел са установени дипломатически отношения.
- 1991 г. – Мохамед Сиад Баре е свален от власт в Сомалия, което е край на централизираното управление в страната.
- 1992 г. – Президентът на Русия Борис Елцин обявява, че американските градове вече не са прицел на руските ядрени ракети.
- 1993 г. – Вацлав Хавел е избран за президент на Чехия.
- 1994 г. – В Италия е създадена партията Форца Италия с лидер Силвио Берлускони.
- 2005 г. – Кондолиза Райс е назначена за Държавен секретар на САЩ и става първата жена афроамериканка на този пост.

## Родени
- 1714 г. – Жан-Батист Пигал, френски скулптор († 1785 г.)
- 1715 г. – Клод Адриан Хелвеций, френски философ († 1771 г.)
- 1781 г. – Ахим фон Арним, германски писател († 1831 г.)
- 1848 г. – Хусто Сиера Мендес, мексикански писател († 1912 г.)
- 1865 г. – Сабино Арана Гойри, испански писател († 1903 г.)
- 1877 г. – Михаил Герджиков, български революционер († 1947 г.)
- 1880 г. – Дъглас Макартър, американски генерал († 1964 г.)
- 1884 г. – Едуард Сапир, американски езиковед († 1939 г.)
- 1891 г. – Димитър Гюдженов, български художник († 1979 г.)
- 1904 г. – Шон Макбрайд, ирландски политик, Нобелов лауреат през 1974 († 1988 г.)
- 1908 г. – Гидеон Щалберг, шведски шахматист († 1967 г.)
- 1909 г. – Цвятко Димчевски, български художник († 1991 г.)
- 1911 г. – Норберт Шулце, германски композитор († 2002 г.)
- 1911 г. – Поликарп Куш, американски физик, Нобелов лауреат през 1955 г. († 1993 г.)
- 1918 г. – Николае Чаушеску, румънски диктатор († 1989 г.)
- 1918 г. – Филип Фармър, американски писател († 2009 г.)
- 1921 г. – Акио Морита, японски предприемач († 1999 г.)
- 1925 г. – Пол Нюман, американски актьор († 2008 г.)
- 1928 г. – Роже Вадим, френски режисьор († 2000 г.)
- 1934 г. – Тодор Кавалджиев, вицепрезидент на България († 2019 г.)
- 1935 г. – Фридрик Олафсон, исландски шахматист († 2025 г.)
- 1945 г. – Евгени Кирилов, български политик
- 1946 г. – Кристофър Хемптън, британска сценаристка и режисьорка
- 1948 г. – Румен Петков, български кинорежисьор († 2018 г.)
- 1950 г. – Владимир Янев, български учен († 2024 г.)
- 1950 г. – Йорг Хайдер, автрийски политик († 2008 г.)
- 1952 г. – Марио Рънко, американски астронавт
- 1953 г. – Андерс Фог Расмусен, министър-председател на Дания
- 1955 г. – Еди Ван Хален, американски музикант († 2020 г.)
- 1955 г. – Светлана Тилкова, български астролог
- 1958 г. – Елън Дедженеръс, американска актриса
- 1960 г. – Валентин Йорданов, български борец
- 1961 г. – Уейн Грецки, американски хокеист
- 1963 г. – Жозе Муриньо, португалски футболен треньор
- 1963 г. – Красимир Узунов, български журналист († 2019 г.)
- 1964 г. – Даниел Цочев, български актьор
- 1967 г. – Жан-Пол Рув, френски актьор
- 1968 г. – Николай Бойков, български писател
- 1969 г. – Камен Шербетов, български футболист
- 1971 г. – Айгюн Кязимова, азербайджанска поп певица
- 1971 г. – Светослав Витков, български певец и музикант
- 1976 г. – Йордан Йончев, български музикант
- 1976 г. – Петър Стоянов, български сумист
- 1978 г. – Ангел Генов, български актьор († 2021 г.)
- 1978 г. – Йордан Линков, български футболист
- 1980 г. – Нора Гомрингер, германско-швейцарска писателка
- 1985 г. – Тодор Симов, български футболист

## Починали
- 1795 г. – Йохан Кристоф Фридрих Бах, германски композитор (* 1732 г.)
- 1855 г. – Жерар дьо Нервал, френски поет (* 1808 г.)
- 1891 г. – Николаус Ото, германски изобретател (* 1832 г.)
- 1899 г. – Йордан Брадел, български лекар (* 1847 г.)
- 1918 г. – Евалд Херинг, германски физиолог (* 1834 г.)
- 1919 г. – Байъм Шоу, британски художник (* 1872 г.)
- 1920 г. – Жан Ебютерн, френска художничка (* 1898 г.)
- 1932 г. – Димитър Мишев, български публицист (* 1856 г.)
- 1939 г. – Бончо Балабанов, български военен деец (* 1859 г.)
- 1942 г. – Феликс Хаусдорф, германски математик (* 1868 г.)
- 1943 г. – Николай Вавилов, руски ботаник (* 1887 г.)
- 1952 г. – Хорлоогийн Чойбалсан, монголски политик († 1895 г.)
- 1962 г. – Лъки Лучано, американски мафиот (* 1897 г.)
- 1967 г. – Добри Терпешев, български държавник (* 1884 г.)
- 1968 г. – Никола Фурнаджиев, български поет (* 1903 г.)
- 1975 г. – Любов Орлова, съветска актриса (* 1902 г.)
- 1980 г. – Георги Караславов, български писател (* 1904 г.)
- 2000 г. – Алфред ван Вогт, писател с канадски произход (* 1912 г.)
- 2000 г. – Дон Бъдж, американски тенисист (* 1915 г.)
- 2002 г. – Веселин Джигов, български народен певец (* 1940 г.)
- 2020 г. – Коби Брайънт, американски баскетболист (* 1978 г.)

## Празници
- Международен ден на митниците и митническия служител
- Австралия – Ден на Австралия (по повод пристигането на първите заселници на острова през 1788 г., национален празник)
- Индия – Ден на републиката (1950 г., национален празник)